# Natação nos Jogos Olímpicos de Verão de 2024 - 200 m borboleta masculino
A prova dos 200 m borboleta masculino da natação nos Jogos Olímpicos de Verão de 2024 ocorreu em 30 e 31 de julho de 2024 na Paris La Défense Arena, em Paris. Um total de 27 nadadores de 22 Comitês Olímpicos Nacionais (CON) participaram do evento.

## Qualificação
Cada Comitê Olímpico Nacional (CON) poderia inscrever no máximo dois nadadores qualificados em cada evento individual, mas somente se ambos atingissem o "tempo de qualificação olímpica" (OQT). Um nadador por evento poderia potencialmente entrar se atingisse o "tempo de consideração olímpica" (OCT), ou se a cota total de 852 competidores não tivesse sido atingida. Os CONs também poderiam inscrever nadadores independentemente do tempo através das vagas de universalidade, mesmo que não tenham atingindo nenhum dos tempos de inscrição padrão (OQT/OCT).
Após o fim da janela de qualificação, a World Aquatics avaliou o número de nadadores que alcançaram o OQT, o número de nadadores somente para as provas de revezamento e o número de vagas de universalidade, antes de convidar aqueles com OCT para cumprir a cota total de 852. Além disso, as vagas no OCT foram distribuídas por evento de acordo com as posições no ranking mundial durante o prazo de qualificação. Para os 200 m borboleta masculino, o OQT foi de 1min55s78 e o OCT de 1min56s36.

## Formato
A competição consiste em três rodadas: preliminares, semifinais e final. Os nadadores com os 16 melhores tempos nas baterias preliminares avançam às semifinais. Já os nadadores com os 8 melhores tempos nas semifinais avançam à final. Desempates (swim-offs) são utilizados conforme necessário para quebrar os empates de avanço à próxima rodada.

## Calendário
Horário local (UTC+2)
| Data                | Horário | Fase         |
| ------------------- | ------- | ------------ |
| 30 de julho de 2024 | 11:00   | Preliminares |
| 30 de julho de 2024 | 20:30   | Semifinais   |
| 31 de julho de 2024 | 20:30   | Final        |

## Medalhistas
| Ouro   | FRA Léon Marchand |
| Prata  | HUN Kristof Milak |
| Bronze | CAN Ilya Kharun   |

## Recordes
Antes desta competição, os recordes mundiais e olímpicos da prova eram os seguintes:
| Tipo | Atleta        | Tempo   | Local     | Data                |
| ---- | ------------- | ------- | --------- | ------------------- |
|      | Kristóf Milák | 1:50.34 | Budapeste | 21 de junho de 2022 |
|      | Kristóf Milák | 1:51.25 | Tóquio    | 28 de julho de 2021 |

## Resultados

### Preliminares
Os nadadores com os 16 melhores tempos, independente da bateria, avançam às semifinais.
| Pos. | Bateria | Raia | Nadador               | CON                               | Tempo   | Notas |
| ---- | ------- | ---- | --------------------- | --------------------------------- | ------- | ----- |
| 1    | 3       | 4    | Kristóf Milák         | HUN Hungria                       | 1:53.92 | Q     |
| 2    | 2       | 5    | Ilya Kharun           | CAN Canadá                        | 1:54.06 | Q     |
| 3    | 3       | 6    | Noè Ponti             | SUI Suíça                         | 1:54.77 | Q     |
| 4    | 4       | 2    | Alberto Razzetti      | ITA Itália                        | 1:54.78 | Q     |
| 5    | 3       | 2    | Martin Espernberger   | AUT Áustria                       | 1:55.19 | Q     |
| 6    | 4       | 4    | Léon Marchand         | FRA França                        | 1:55.26 | Q     |
| 7    | 2       | 2    | Michał Chmielewski    | POL Polônia                       | 1:55.28 | Q     |
| 8    | 2       | 3    | Wang Kuan-hung        | TPE Taipé Chinês                  | 1:55.32 | Q     |
| 9    | 4       | 5    | Krzysztof Chmielewski | POL Polônia                       | 1:55.42 | Q     |
| 10   | 2       | 1    | Kregor Zirk           | EST Estônia                       | 1:55.52 | Q     |
| 11   | 3       | 5    | Thomas Heilman        | USA Estados Unidos                | 1:55.74 | Q     |
| 12   | 3       | 3    | Giacomo Carini        | ITA Itália                        | 1:55.81 | Q     |
| 13   | 4       | 3    | Genki Terakado        | JPN Japão                         | 1:55.82 | Q     |
| 14   | 3       | 7    | Arbidel González      | ESP Espanha                       | 1:55.86 | Q     |
| 15   | 4       | 7    | Kim Min-seop          | KOR Coreia do Sul                 | 1:56.02 | Q     |
| 16   | 4       | 6    | Richárd Márton        | HUN Hungria                       | 1:56.03 | Q     |
| 17   | 2       | 6    | Luca Urlando          | USA Estados Unidos                | 1:56.18 |       |
| 18   | 4       | 8    | Nicolas Albiero       | BRA Brasil                        | 1:56.49 |       |
| 19   | 1       | 4    | Petar Mitsin          | BUL Bulgária                      | 1:57.03 |       |
| 20   | 2       | 7    | Matthew Sates         | RSA África do Sul                 | 1:57.04 |       |
| 21   | 2       | 8    | Lewis Clareburt       | NZL Nova Zelândia                 | 1:57.12 |       |
| 22   | 2       | 4    | Tomoru Honda          | JPN Japão                         | 1:57.30 |       |
| 23   | 3       | 1    | Matthew Temple        | AUS Austrália                     | 1:57.39 |       |
| 24   | 3       | 8    | Denys Kesil           | UKR Ucrânia                       | 1:57.72 |       |
| 25   | 1       | 5    | Ramil Valizada        | AZE Azerbaijão                    | 1:59.77 |       |
| 26   | 1       | 3    | Matin Balsini         | EOR Equipe Olímpica de Refugiados | 2:00.77 |       |
| 27   | 1       | 6    | Gerald Hernández      | NCA Nicarágua                     | 2:06.80 |       |
| 29   | 4       | 1    | Niu Guangsheng        | CHN China                         | DNS     |       |

### Semifinais
Os nadadores com os oito melhores tempos, independente da bateria, avançam à final.
| Pos. | Bateria | Raia | Nadador               | CON                | Tempo   | Notas |
| ---- | ------- | ---- | --------------------- | ------------------ | ------- | ----- |
| 1    | 2       | 4    | Kristóf Milák         | HUN Hungria        | 1:52.72 | Q     |
| 2    | 1       | 3    | Léon Marchand         | FRA França         | 1:53.50 | Q     |
| 3    | 1       | 4    | Ilya Kharun           | CAN Canadá         | 1:54.01 | Q     |
| 4    | 2       | 5    | Noè Ponti             | SUI Suíça          | 1:54.14 | Q,    |
| 5    | 1       | 2    | Kregor Zirk           | EST Estônia        | 1:54.22 | Q,    |
| 6    | 2       | 2    | Krzysztof Chmielewski | POL Polônia        | 1:54.28 | Q     |
| 7    | 1       | 5    | Alberto Razzetti      | ITA Itália         | 1:54.51 | Q     |
| 8    | 2       | 3    | Martin Espernberger   | AUT Áustria        | 1:54.62 | Q     |
| 9    | 2       | 6    | Michał Chmielewski    | POL Polônia        | 1:54.64 |       |
| 10   | 2       | 7    | Thomas Heilman        | USA Estados Unidos | 1:54.87 |       |
| 11   | 1       | 6    | Wang Kuan-hung        | TPE Taipé Chinês   | 1:55.07 |       |
| 12   | 1       | 7    | Giacomo Carini        | ITA Itália         | 1:55.20 |       |
| 13   | 2       | 8    | Kim Min-seop          | KOR Coreia do Sul  | 1:55.22 |       |
| 14   | 1       | 8    | Richárd Márton        | HUN Hungria        | 1:55.93 |       |
| 15   | 2       | 1    | Genki Terakado        | JPN Japão          | 1:56.21 |       |
| 16   | 1       | 1    | Arbidel González      | ESP Espanha        | 1:56.26 |       |

### Final
Os três nadadores mais rápidos na final conquistam as medalhas.
| Pos.              | Raia | Nadador               | CON         | Tempo   | Notas            |
| ----------------- | ---- | --------------------- | ----------- | ------- | ---------------- |
| Medalha de ouro   | 5    | Léon Marchand         | FRA França  | 1:51.21 | ,                |
| Medalha de prata  | 4    | Kristóf Milák         | HUN Hungria | 1:51.75 |                  |
| Medalha de bronze | 3    | Ilya Kharun           | CAN Canadá  | 1:52.80 | Recorde nacional |
| 4                 | 7    | Krzysztof Chmielewski | POL Polônia | 1:53.90 |                  |
| 5                 | 6    | Noè Ponti             | SUI Suíça   | 1:54.14 | =                |
| 6                 | 8    | Martin Espernberger   | AUT Áustria | 1:54.17 | Recorde nacional |
| 7                 | 2    | Kregor Zirk           | EST Estônia | 1:54.55 |                  |
| 8                 | 1    | Alberto Razzetti      | ITA Itália  | 1:54.85 |                  |

Legenda
| Recorde mundial      | Recorde mundial (World record)               |                       | Recorde africano                      | Recorde africano (African) |                                           | Q | Classificado por posição (Qualified) |
| Recorde olímpico     | Recorde olímpico (Olympic record)            | Recorde da América    | Recorde da América (Americas)         | q                          | Classificado por melhor tempo (Qualified) |   |                                      |
| Melhor marca do ano  | Melhor marca do ano (World leading)          | Recorde asiático      | Recorde asiático (Asian)              | DNS                        | Não largou (Did not start)                |   |                                      |
| Recorde nacional     | Recorde nacional (National record)           | Recorde europeu       | Recorde europeu (European)            | DNF                        | Não terminou (Did not finish)             |   |                                      |
| Recorde pessoal      | Recorde pessoal do atleta (Personal best)    | Recorde da Oceania    | Recorde da Oceania (Oceania)          | DSQ / DQ                   | Desclassificado (Disqualified)            |   |                                      |
| Recorde da temporada | Recorde da temporada do atleta (Season best) | Recorde sul-americano | Recorde sul-americano (South America) | NM                         | Sem marca (No mark)                       |   |                                      |